# Sveriges allmänna konstförening

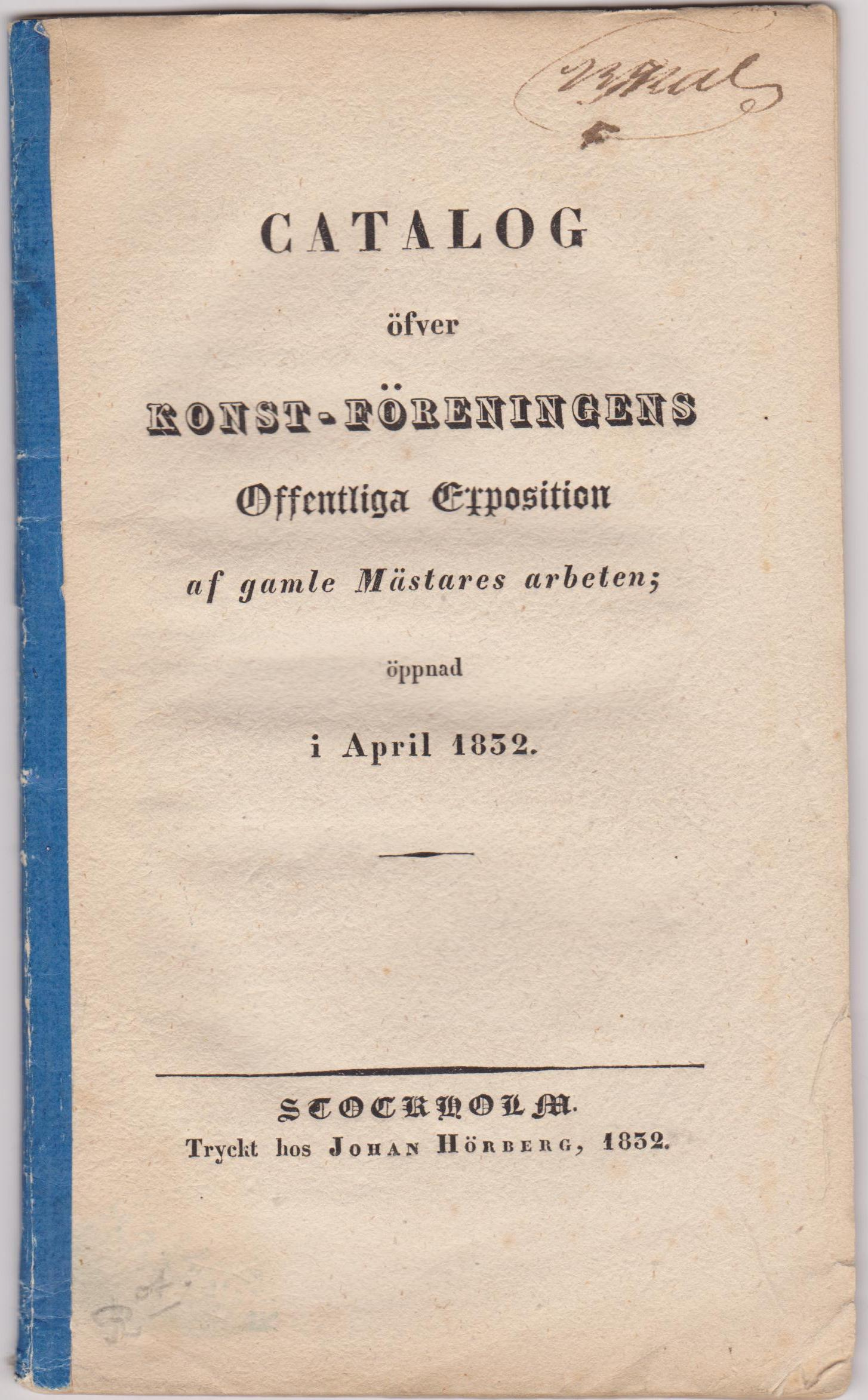
Titelsidan till katalogen för Stockholms konstförenings första utställning 1832. Katalogen är sammanställd av Axel Gabriel Bielke och har titeln "Catalog öfver Konst-föreningens offentliga exposition af gamle mästares arbeten; öppnad i april 1832".

Sveriges Allmänna Konstförening (SAK) är en svensk ideell förening som syftar till att stödja svenskt konstliv. Detta sker genom att varje år köpa in verk av nu aktiva konstnärer som årligen lottas ut till medlemmarna. Föreningen ger även medlemmarna möjlighet att odla och fördjupa sitt konstintresse genom till exempel årsboken, medlemstidningen och programaktiviteter och SAK Edition. Föreningen har sitt ursprung i Stockholms konstförening bildad 1832, och räknar därför det som året för sitt grundande. Formellt bildades Sveriges Allmänna Konstförening 1886 då Stockholms konstförening slogs ihop med Föreningen för nordisk konst, Norrlands konstförening och Konstföreningen för mellersta Sverige.
2016 startades i samarbete med Nationalmuseum SAK UNG som syftar till att engagera och aktivera unga i samtidskonsten och samtidigt få kontakter och erfarenheter i ett nationellt nätverk för unga konstintresserade. Projektet har fått stöd från PostkodLotteriets Kulturstiftelse och Allmänna arvsfonden.

## Historia

### Stockholms konstförening
Sveriges allmänna konstförening har sitt ursprung i Stockholms konstförening som grundades 1832, huvudsakligen genom greve Axel Gabriel Bielkes bemödanden, och hade till syfte att upparbeta allmänhetens smak samt på samma gång hjälpa konstnärerna genom att skapa en avsättning för deras arbeten. Därför skulle föreningen anordna "sammanträden av konstälskande och bildade personer till öfverläggningar i alla artistiska ämnen", anordna utställningar med både yngre och äldre konst, och köpa verk av levande inhemska konstnärer för att lotta ut dessa bland föreningens medlemmar. Verksamhet inskränkte sig i praktiken huvudsakligen till inköp och utlottningen.
Föreningen hade från grundandet och ända till 1852 en kostnadsfri lokal i arvfurstens palats. Mellan 1852 och 1868 användes en lokal i konstakademiens hus, och sedan flyttade föreningen till ateljébyggnaden vid Kungsträdgården. SAK:s kansli återfinns nu på Skeppsholmen i Stockholm.

### SAK bildas
År 1886 gick Stockholms konstförening ihop med Föreningen för nordisk konst, Norrlands konstförening och Konstföreningen för mellersta Sverige. Namnet blev Sveriges allmänna konstförening, och de trädde i verksamhet 1887. Verksamheten vidgades genom att de hade kretsföreningar i landsorten och det anordnades utställningar på de orter där sådana fanns.

## Årsbok
Sedan 1892 ger SAK varje år ut en årsbok, oftast med en biografi över en betydande svensk konstnär. Fram till slutet av 1950-talet publicerades endast biografier över redan avlidna konstnärer. Numera behandlar årsböckerna företrädesvis aktiva och nu levande konstnärer. 2016 års bok "Ingångar och utvägar. Samlade samtal 2010-2015", red. Jennie Fahlström, behandlade 29 konstnärer som på olika sätt varit involverade i Sveriges allmänna konstförening, samt samtal med ett antal av föreningens medlemmar. Sedan 2017 satsar man på att i boken lyfta fram de konstnärskap som är aktuella för SAK gällande år genom inköp till konstlotteriet.

## Konstlotteriet
Ända sedan starten 1832 har föreningen stöttat samtida konstnärer verksamma i Sverige genom att köpa in konstverk som sedan lottats ut bland medlemmarna i det årliga konstlotteriet. Ca 44 000 verk har lottats ut under SAK:s långa historia, varav många så småningom hamnat i Nationalmuseums och andra konstinstitutioners samlingar runtom i landet.

## Ordförande

### Stockholms konstförening
- Axel Gabriel Bielke, 1832 (januari–juli)[6]
- Mikael Gustaf Anckarsvärd, 1832–1948[6]
- Baltzar von Platen, 1848-1856[6]
- Nils Gyldenstolpe, 1856–1864[6]
- Gustaf Trolle-Bonde, 1864–1877[6]
- Fritz von Dardel, 1877–1886[6]

### Sveriges allmänna konstförening
- Oscar Björnstjerna, 1886–1887[6]
- Georg von Rosen, 1887–1913[6]
- Axel Edelstam, justitieråd, 1913–1943
- Johan Nordenfalk, hovrättsråd, förläggare, 1943–
- Bengt Lassen
- Sten Rudholm, hovrättspresident, akademieledamot, 1974–1983
- Eva Schöld 2009–2015
- Björn Springfeldt 2015-2017
- John Peter Nilsson 2017-